# دوزیا
داود ضیاء (دلیجان)، روستایی از توابع بخش مرکزی شهرستان دلیجان در استان مرکزی ایران است.

## جمعیت
این روستا در دهستان هستیجان قرار دارد و براساس سرشماری مرکز آمار ایران در سال ۱۳۸۵، جمعیت آن ۲۰ نفر (۷خانوار) بوده‌است.